# 山村健
山村 健（やまむら たけし、1957年(昭和32年）6月14日 - ）は、日本の政治家、企業家。元衆議院議員（通算1期）。現在、「まち起こしプロデューサー」の肩書で活動している。

## 概要
三重県志摩郡志摩町（現・志摩市）出身。明治大学農学部中退。様々な職業を経て、広告代理店に勤務。その後、自らの会社を設立し、イベントプロデューサーや映画製作等を行う。プロデューサーとして世界祝祭博覧会や鳥羽恐竜展などを手掛ける。
2000年に行われた第42回衆議院議員総選挙で民主党公認で三重県第5区から出馬、小選挙区では藤波孝生（自由民主党を離党し無所属で出馬した）に敗れたものの比例復活により初当選を果たす。
議員在職中は経済産業委員、民主党サポーター獲得キャンペーン隊長等を務めた。2002年に当時の代表であった鳩山由紀夫が党人事や民由合併への批判により辞職を余儀なくされたことに抗議して離党を表明。しかし認められず、民主党を除名された。除名後、2000年に民主党を離党していた田中甲が設立した政党・尊命に加入し活動した。三重県知事選挙で村尾信尚を支援するなど独自の活動を展開するが支援の輪が広がらず、2003年の第43回衆議院議員総選挙には出馬を断念。
議員退任後は東京を拠点に「まち起こしプロデューサー」としてイベントやコンサルタント業務を行い、複数の企業の取締役を務める。また2005年から明治大学体育会レスリング部監督として3年間部の再建に携わった。
2009年にみんなの党が設立されると田中甲の要請でみんなの党千葉県連代表代行を務めた。その後、9月に代表代行を辞任。10月に伊勢市長選挙に出馬を表明し、出馬するも衆議院議員時代に秘書であった鈴木健一に敗れ落選。
2019年4月に第19回統一地方選挙の一環で行われる三重県議会議員選挙に志摩市選挙区より無所属で出馬するも、最下位で落選した。